# Bắc Xa
Bắc Xa là một xã thuộc huyện Đình Lập, tỉnh Lạng Sơn, Việt Nam.
Xã Bắc Xa có diện tích 156,31 km², dân số năm 2014 là 1.441 người, mật độ dân số đạt 8 người/km².
Theo thống kê năm 2019, xã Bắc Xa có diện tích 156,31 km², dân số là 1.466 người, mật độ dân số đạt 9 người/km².
Bắc Xa có tuyến đường tuần tra biến giới với cỏ lau  trắng kết hợp với các điểm du lịch lân cận như đình Pò Háng và cửa khẩu Bản Chắt thành tuyến du lịch ở vùng biên giới Đình Lập.